# Llista de topònims de Toès i Entrevalls
Llista de topònims (noms propis de lloc) de Toès i Entrevalls (Conflent).
Informació actualitzada per un bot. Els canvis manuals es perdran quan s'actualitzi!

## bosc estatal
| imatge | Nom                            | Ubicat a               | instància de | Detalls             | coordenades | Protecció | Commons (més fotos) | Dades a WD                    |
| ------ | ------------------------------ | ---------------------- | ------------ | ------------------- | --- | --------- | ------------------- | ----------------------------- |
|        | Bosc Estatal d'En - Entrevalls | Nyer Toès i Entrevalls | bosc estatal | Superfície: 10.6km² | 42° 30′ 49″ N, 2° 15′ 01″ E / 42.513611111111°N,2.2502777777778°E                                                        |           |                     | Modifica les dades a Wikidata |
|        | Bosc Estatal de Campilles      | Toès i Entrevalls      | bosc estatal | Superfície: 9.74km² | 42° 29′ 26″ N, 2° 13′ 12″ E / 42.490555555556°N,2.22°E 42° 29′ 50″ N, 2° 13′ 06″ E / 42.497222222222°N,2.2183333333333°E |           |                     | Modifica les dades a Wikidata |

## església
| imatge | Nom                                | Ubicat a          | instància de          | Detalls                                                             | coordenades                                                  | Protecció | Commons (més fotos)                     | Dades a WD                    |
| ------ | ---------------------------------- | ----------------- | --------------------- | ------------------------------------------------------------------- | ------------------------------------------------------------ | --------- | --------------------------------------- | ----------------------------- |
|        | Sant Genís de Toès                 | Toès i Entrevalls | església Ús: església | Estil: arquitectura romànica Dedicat a: Janiç                       | 42° 31′ 29″ N, 2° 13′ 34″ E / 42.5248°N,2.22614°E 885.1 msnm |           | Église Saint-Génis de Thuès-Entre-Valls | Modifica les dades a Wikidata |
|        | Sant Joan Evangelista d'Entrevalls | Toès i Entrevalls | església Ús: església | Estil: arquitectura romànica Estat: ruïnós Dedicat a: Joan Baptista | 42° 31′ 19″ N, 2° 14′ 21″ E / 42.522°N,2.23928°E 1132 msnm   |           |                                         | Modifica les dades a Wikidata |

## estació de ferrocarril
| imatge | Nom                          | Ubicat a          | instància de           | Detalls               | coordenades                                                                  | Protecció | Commons (més fotos)     | Dades a WD                    |
| ------ | ---------------------------- | ----------------- | ---------------------- | --------------------- | ---------------------------------------------------------------------------- | --------- | ----------------------- | ----------------------------- |
|        | Estació de Banys de Toès     | Toès i Entrevalls | estació de ferrocarril |                       | 42° 31′ 44″ N, 2° 14′ 56″ E / 42.528979°N,2.249015°E ca:ctra. N-116 720 msnm |           | Gare de Thuès-les-Bains | Modifica les dades a Wikidata |
|        | Estació de Toès i Entrevalls | Toès i Entrevalls | estació de ferrocarril | Anomenat per: Carançà | 42° 31′ 25″ N, 2° 13′ 39″ E / 42.523733°N,2.227429°E 789 msnm                |           | Gare de Thuès-Carança   | Modifica les dades a Wikidata |

## muntanya
| imatge | Nom                  | Ubicat a                      | instància de | Detalls | coordenades                                                            | Protecció | Commons (més fotos)        | Dades a WD                    |
| ------ | -------------------- | ----------------------------- | ------------ | ------- | ---------------------------------------------------------------------- | --------- | -------------------------- | ----------------------------- |
|        | Pic Gallinàs         | Fontpedrosa Toès i Entrevalls | muntanya     |         | 42° 28′ 40″ N, 2° 12′ 55″ E / 42.4777793254°N,2.2153093651°E 2624 msnm |           | Pic Gallinàs (Fontpedrosa) | Modifica les dades a Wikidata |
|        | Roc dels Traspassats | Toès i Entrevalls Nyer        | muntanya     |         | 42° 30′ 23″ N, 2° 16′ 02″ E / 42.50648°N,2.267346°E 2039 msnm          |           |                            | Modifica les dades a Wikidata |

## port de muntanya
| imatge | Nom                      | Ubicat a               | instància de     | Detalls | coordenades                                                      | Protecció | Commons (més fotos) | Dades a WD                    |
| ------ | ------------------------ | ---------------------- | ---------------- | ------- | ---------------------------------------------------------------- | --------- | ------------------- | ----------------------------- |
|        | Collet de l'Ànima Blanca | Nyer Toès i Entrevalls | port de muntanya |         | 42° 30′ 28″ N, 2° 16′ 02″ E / 42.507847°N,2.267203°E 1951.9 msnm |           |                     | Modifica les dades a Wikidata |
|        | Collet de la Rabadana    | Nyer Toès i Entrevalls | port de muntanya |         | 42° 29′ 50″ N, 2° 15′ 47″ E / 42.497314°N,2.26305°E 2139.3 msnm  |           |                     | Modifica les dades a Wikidata |

## Misc
| imatge | Nom                                  | Ubicat a                                                                                         | instància de                              | Detalls                                                   | coordenades                                                                                    | Protecció                          | Commons (més fotos)            | Dades a WD                    |
| ------ | ------------------------------------ | ------------------------------------------------------------------------------------------------ | ----------------------------------------- | --------------------------------------------------------- | ---------------------------------------------------------------------------------------------- | ---------------------------------- | ------------------------------ | ----------------------------- |
|        | Camí de Toès a Entrevalls            | Toès i Entrevalls                                                                                | camí                                      |                                                           | 42° 31′ 19″ N, 2° 13′ 50″ E / 42.521809°N,2.230672°E 885 msnm                                  |                                    |                                | Modifica les dades a Wikidata |
|        | Carançà                              | Fontpedrosa Nyer Toès i Entrevalls Conflent                                                      | torrent                                   | Desemboca: Tet Llarg: 15.3km Conca: 43.2km²               | 42° 31′ 28″ N, 2° 13′ 14″ E / 42.52433°N,2.22049°E 843 msnm                                    | zona ZNIEFF lloc natural catalogat | Carança                        | Modifica les dades a Wikidata |
|        | Entrevalls                           | Toès i Entrevalls                                                                                | assentament humà                          |                                                           | 42° 31′ 19″ N, 2° 14′ 21″ E / 42.522025°N,2.2392222222222°E 1130.9 msnm                        |                                    |                                | Modifica les dades a Wikidata |
|        | Gorges de Carançà                    | Toès i Entrevalls                                                                                | canyó                                     |                                                           | 42° 31′ 11″ N, 2° 13′ 18″ E / 42.519792°N,2.221628°E Carançà                                   |                                    | Gorges de Carançà              | Modifica les dades a Wikidata |
|        | Puigmal-Carançà                      | Er Eina Fontpedrosa Llo Nyer Oceja Planès Sant Pere dels Forcats Toès i Entrevalls Vallcebollera | Zona d'especial protecció per a les aus   | 2006-03-07 Superfície: 10260ha Anomenat per: Carançà      |                                                                                                |                                    |                                | Modifica les dades a Wikidata |
|        | Roc dels Cimbells                    | Toès i Entrevalls Nyer                                                                           | cim muntanya                              |                                                           | 42° 29′ 41″ N, 2° 15′ 40″ E / 42.49459444°N,2.26106389°E 2280 msnm                             |                                    |                                | Modifica les dades a Wikidata |
|        | Tet                                  | Pirineus Orientals                                                                               | riu                                       | Desemboca: mar Mediterrània Llarg: 115.8km Conca: 1369km² | 42° 42′ 48″ N, 3° 02′ 23″ E / 42.713333333333°N,3.0397222222222°E                              |                                    | Têt                            | Modifica les dades a Wikidata |
|        | Toès d'Entrevalls                    | Toès i Entrevalls                                                                                | vilatge                                   |                                                           | 42° 31′ 28″ N, 2° 13′ 21″ E / 42.524533333333°N,2.2225388888889°E 823 msnm                     |                                    |                                | Modifica les dades a Wikidata |
|        | Toès de Llar                         | Pirineus Orientals Toès i Entrevalls                                                             | municipi francès vilatge                  |                                                           | 42° 31′ 31″ N, 2° 13′ 25″ E / 42.525375°N,2.223556°E 808.7 msnm                                |                                    |                                | Modifica les dades a Wikidata |
|        | Veïnat de l'Església                 | Toès i Entrevalls                                                                                | localitat                                 |                                                           | 42° 31′ 25″ N, 2° 13′ 30″ E / 42.523576°N,2.224978°E 883.9 msnm                                |                                    |                                | Modifica les dades a Wikidata |
|        | casa de la vila de Toès i Entrevalls | Toès i Entrevalls                                                                                | instal·lació Ús: seu del govern local     |                                                           | 42° 31′ 31″ N, 2° 13′ 25″ E / 42.5251648119762°N,2.22364601181202°E fr:66360 THUES-ENTRE-VALLS |                                    | Town hall of Thuès-Entre-Valls | Modifica les dades a Wikidata |
|        | mas d’Albaret                        | Toès i Entrevalls                                                                                | masia                                     |                                                           |                                                                                                |                                    |                                | Modifica les dades a Wikidata |
|        | refugi de Dona Pa                    | Toès i Entrevalls                                                                                | instal·lació esportiva refugi de muntanya |                                                           | 42° 30′ 19″ N, 2° 12′ 55″ E / 42.50528°N,2.2153°E fr:Thuès 66360 Thuès-Entre-Valls             |                                    |                                | Modifica les dades a Wikidata |
|        | vall de Carançà                      | Fontpedrosa Toès i Entrevalls Nyer                                                               | vall                                      |                                                           | Carançà                                                                                        | zona ZNIEFF                        |                                | Modifica les dades a Wikidata |